# حزب کمونیست نپال (مارکسیست متحد)
حزب کمونیست نپال (مارکسیست متحده) حزب سیاسی کمونیست در نپال است که در سال ۲۰۰۵ در پی ادغام حزب کمونیست نپال (متحده) و حزب کمونیست نپال (مارکسیست) ایجاد شد.
دبیر کل حزب بیشنو بهادر مانادهار (Bishnu Bahadur Manandhar) و رئیس حزب پرابهو نارایان چاودهاری (Prabhu Narayan Chaudhari) هستند.
سازمان جوانان این حزب، فدراسیون دانشجویان مترقی نپال (Nepal Progressive Student Federation) نام دارد.